# 越南臂金龟
越南臂金龟（学名：Cheirotonus battareli）也称越南长臂金龟，一种分布于越南、老挝及中国云南等地区的大型甲虫，隶属于臂金龟科彩臂金龟属（长臂金龟属）。也有资料将臂金龟科视为金龟子科的一个亚科，本种划入金龟子科臂金龟亚科（Euchirinae）。